# Protoreaster lincki
Espèce
Protoreaster lincki ou étoile de mer à bosses rouges est une espèce d'étoile de mer tropicale de la famille des Oreasteridées.

## Description

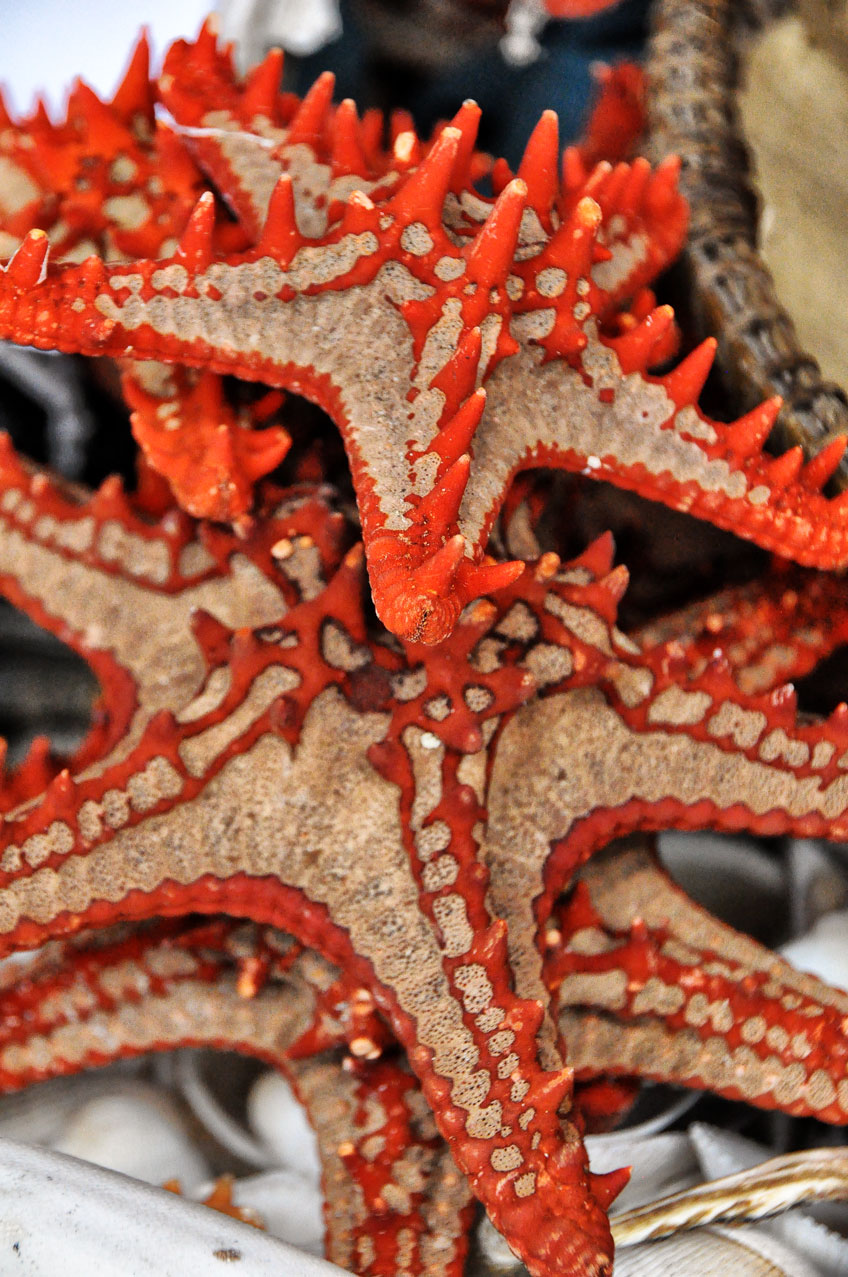
Des Protoreaster lincki momifiées vendues comme souvenir en Tanzanie. Cette pratique a contribué à faire chuter dramatiquement l'effectif de l'espèce.

C'est une grosse étoile de 25 à 30 cm de diamètre, au corps rigide, et pourvue de cinq bras robustes. Le tégument est blanc à gris-clair, mais parcouru par un réseau rouge vif reliant entre elles de gros tubercules émoussés qui hérissent toute la face orale (mais jamais la marge actinale entre les bras), formant des motifs géométriques. Ces tubercules sont parfois plus clairs à la pointe, et légèrement plus pointus et plus denses au bout des bras ; leur forme, leur taille et leur nombre sont assez variables. La face orale est rouge, mis à part les fins sillons ambulacraires blancs,.

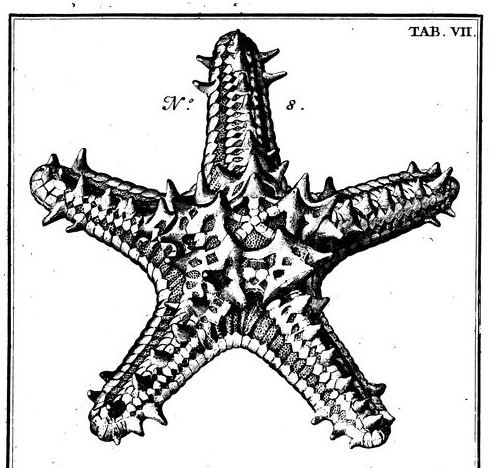
Dessin holotype par Linck, 1733.
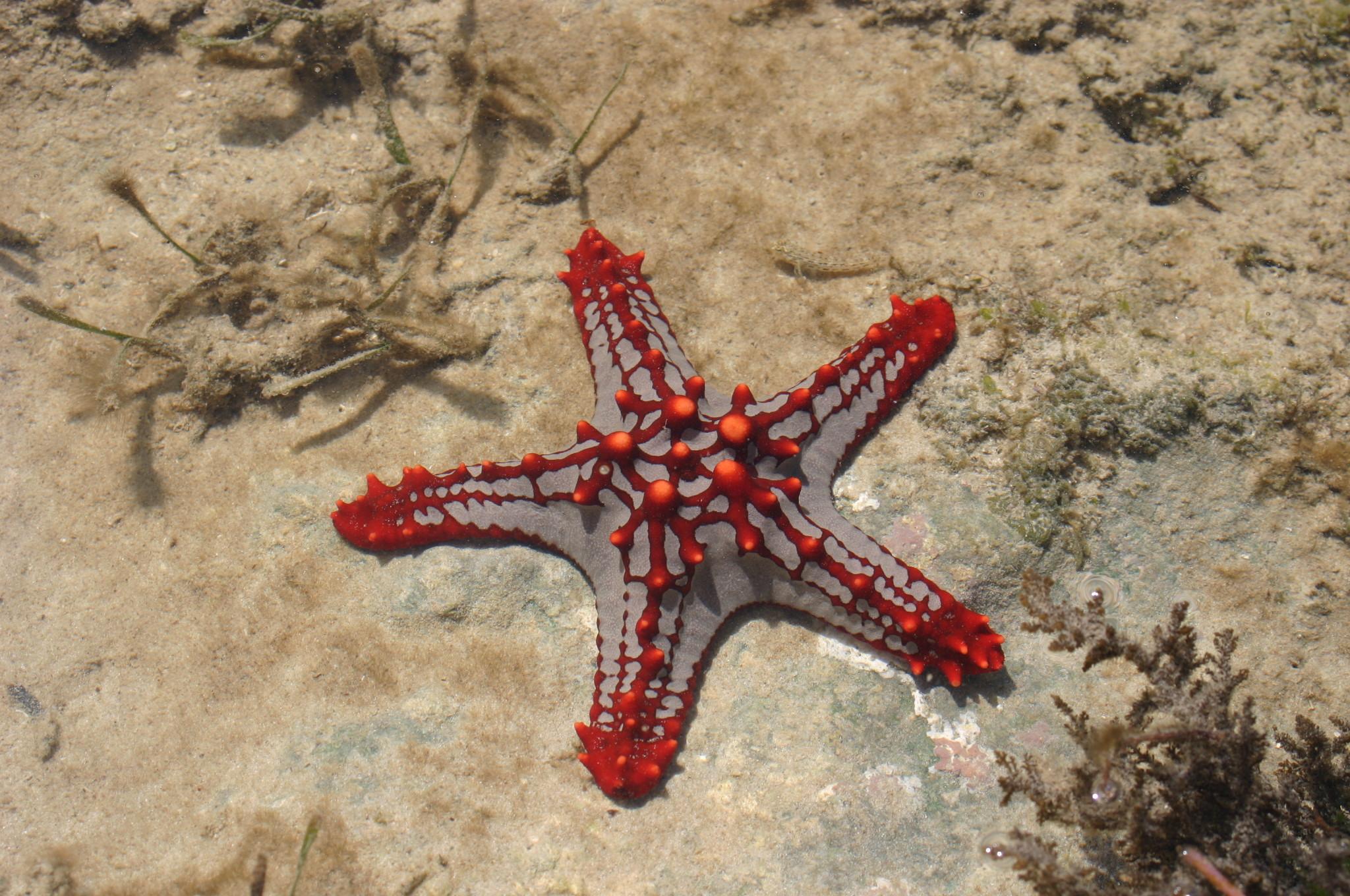
Au Kenya.
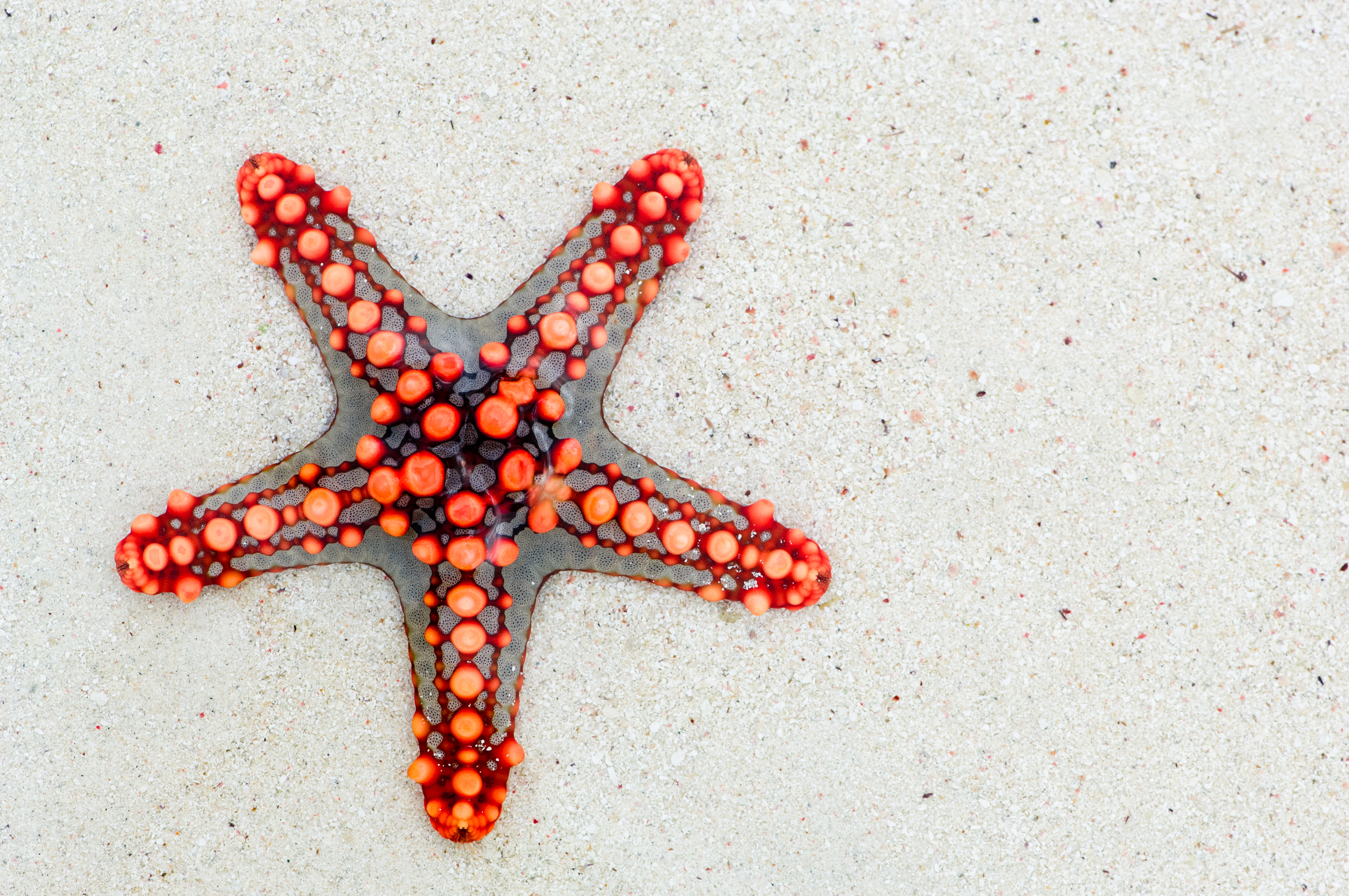
Spécimen aux tubercules arrondis.
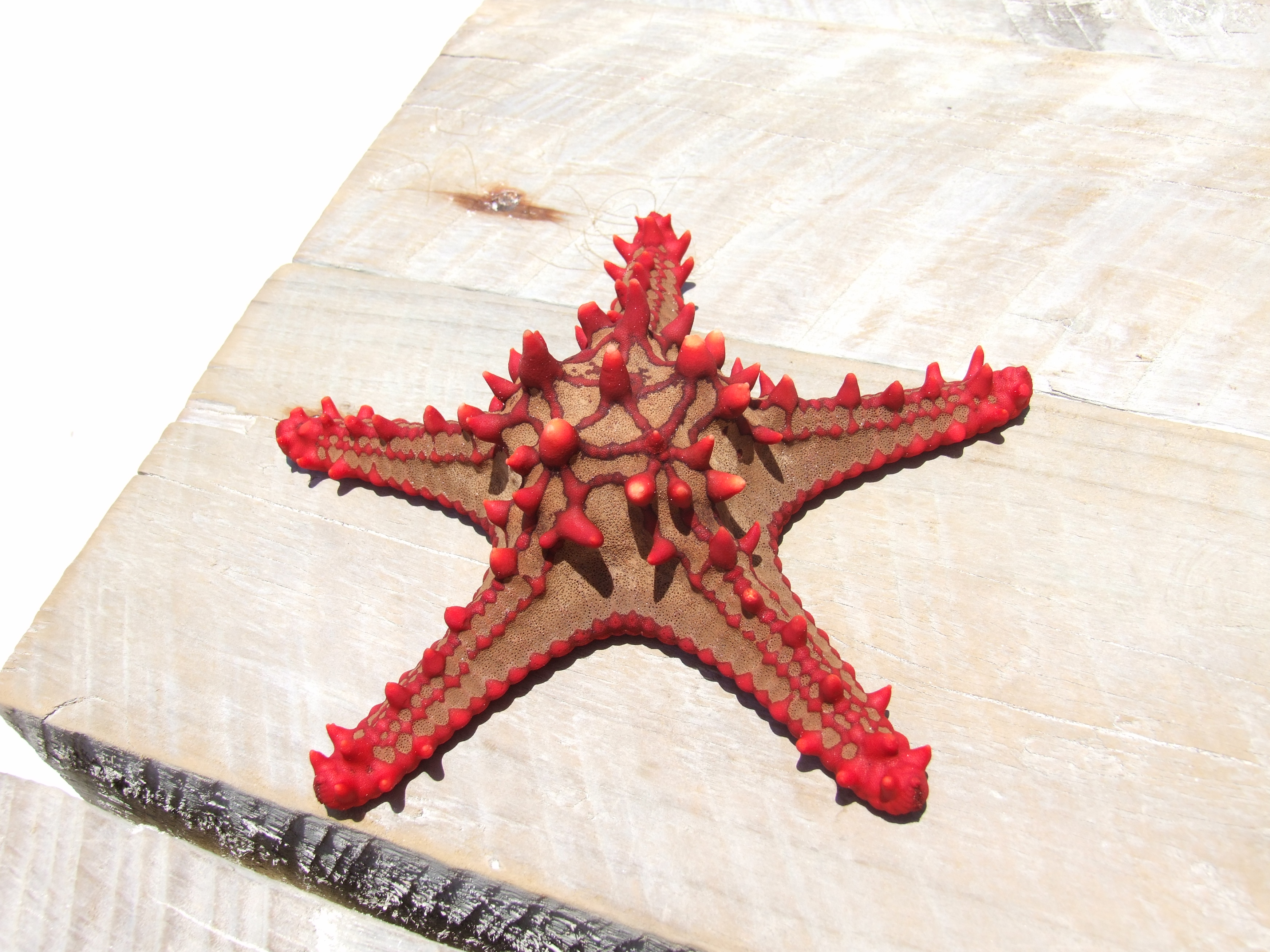
Spécimen sorti de l'eau.
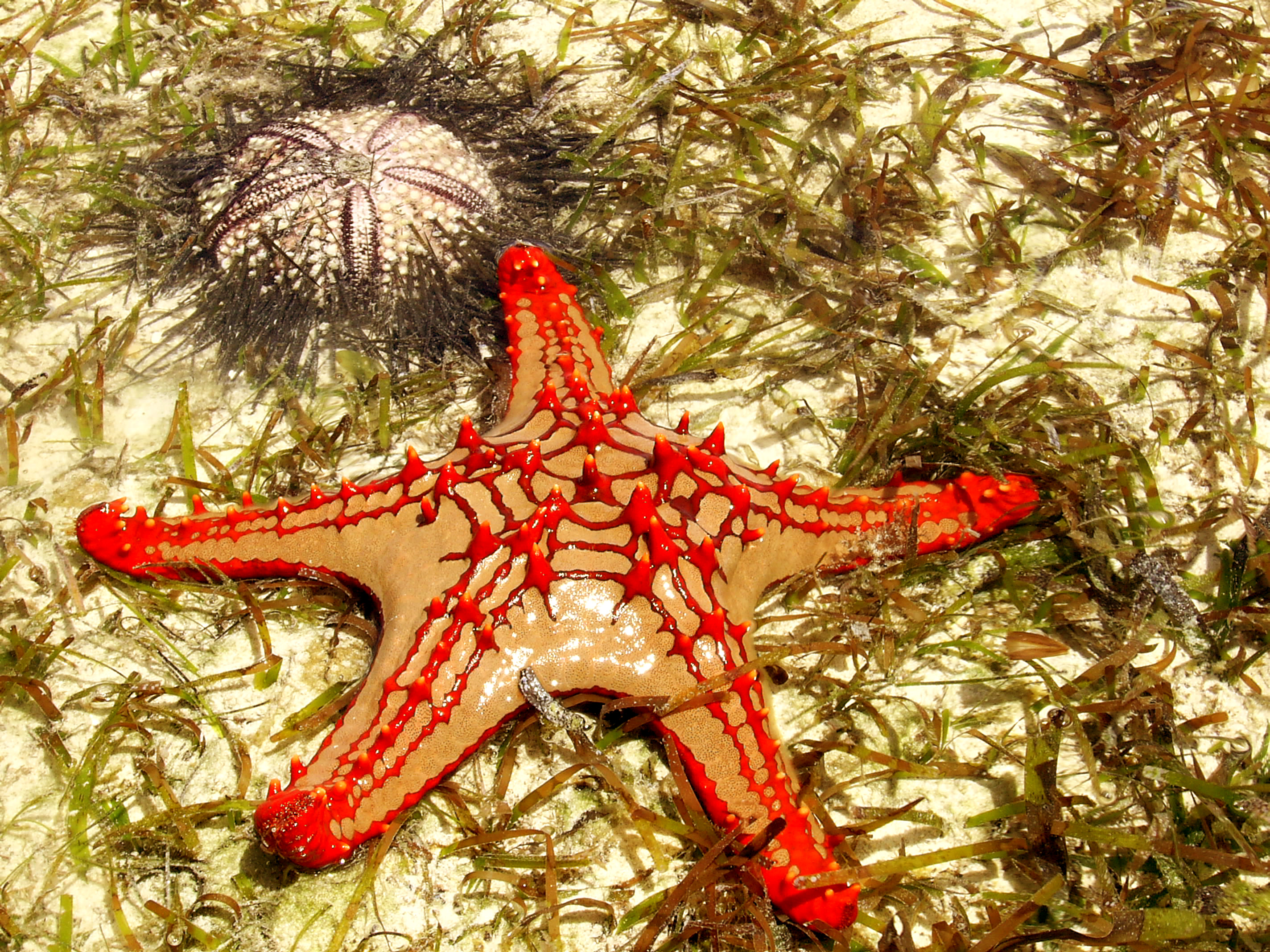
À côté d'un Astropyga radiata mort (peut-être un comportement charognard)

## Habitat et répartition
On trouve cette étoile sur les fonds sableux et dans les herbiers marins de l'océan Indien occidental, notamment tout le long de la côte est-africaine tropicale (Kenya, Tanzanie, Mozambique, Madagascar...), mais aussi jusqu'en mer d'Andaman, et une petite population isolée existe dans le nord-ouest de l'Australie. 
Elle vit principalement à proximité de la surface (elle se retrouve facilement émergée à marée basse), mais peut être trouvée jusqu'à 100 m de profondeur.

## Écologie et comportement
C'est une espèce qui semble principalement détritivore, se nourrissant de débris alimentaires et occasionnellement de charognes. 

## L'étoile à bosses rouges et l'Homme
Cette étoile est absolument inoffensive, et ses pointes ne piquent pas. Comme elle vit à faible profondeur sur les plages et est pourvue de couleurs vives, elle est un des symboles des plages de la côte est-africaine. Mais ce succès lui coûte : comme sa sœur du Pacifique Protoreaster nodosus, elle est souvent prélevée de son milieu et séchée pour des raisons décoratives, ce qui a entraîné un effondrement de sa population ces 50 dernières années.
Cette étoile possède des propriétés anti-bactériennes et antifongiques contre un bon nombre d'agents pathogènes pour l'être humain : elle pourrait donc avoir un intérêt pour la recherche biomédicale.